# Taylor Pischke
Taylor Pischke (* 18. April 1993 in Winnipeg) ist eine kanadische Beachvolleyballspielerin.

## Karriere

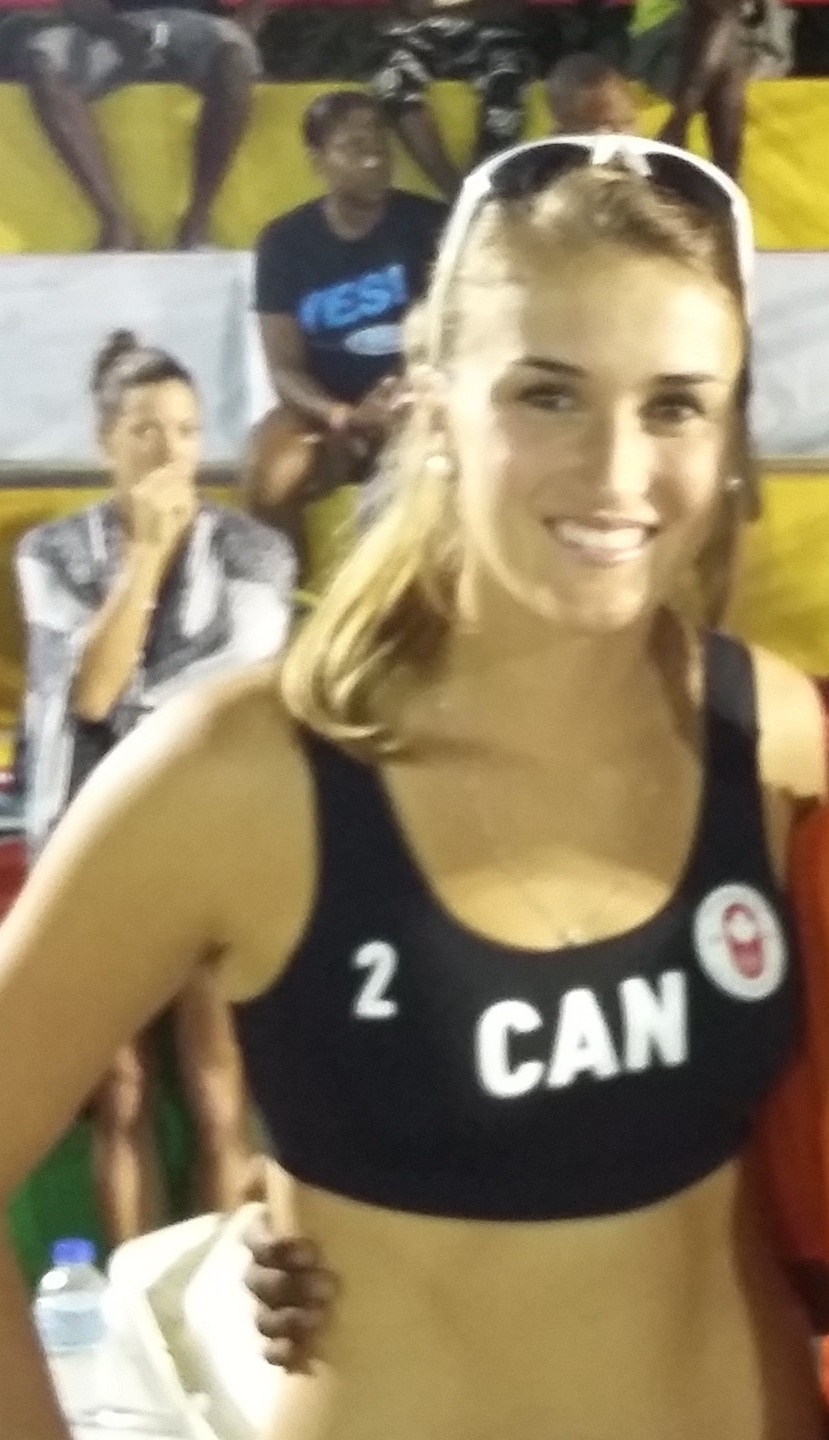
Taylor Pischke 2015 in Tobago

Pischke studierte an der University of Manitoba und der University of California, Santa Barbara. Während dieser Zeit spielte sie Volleyball in den Universitätsmannschaften.
Als Beachvolleyballerin bildete sie 2012 ein Duo mit Melissa Humana-Paredes und erreichte mit ihr den fünften Platz bei der U21-Weltmeisterschaft in Halifax. Bei der U23-WM 2013 in Mysłowice gewannen Humana-Paredes/Pischke die Bronzemedaille. Anschließend spielten sie in Long Beach ihren ersten Grand Slam. Auf der kontinentalen Tour gewannen sie ein Turnier in Varadero und wurden in Mazatlán Zweite. In dieser Serie folgten Anfang 2014 Endspiele in Grand Cayman und Toronto sowie ein Sieg in Manzanillo. Beim Open-Turnier der FIVB in Puerto Vallarta wurden Humana-Paredes/Pischke Neunte und bei der U23-WM in Mysłowice belegten sie erneut den dritten Rang. Anschließend spielten sie vier Grand Slams, wobei sie als Neunte in Stare Jabłonki und Fünfte in São Paulo zweimal in die Top Ten kamen. Am Jahresende gewannen sie noch das NORCECA-Turnier in Trinidad und Tobago.
Auf der World Tour 2015 erreichten Humana-Paredes/Pischke als Fünfte der Fuzhou Open und Neunte der Prag Open sowie des Major-Turniers in Stavanger weitere Top-Ten-Resultate. Bei der WM in den Niederlanden erreichten sie als Gruppenzweite das Achtelfinale, in dem sie den späteren Turniersiegerinnen Bárbara/Ágatha aus Brasilien unterlagen. Bei den Panamerikanischen Spielen in Toronto verpassten sie als Vierte knapp eine Medaille. 2016 gab es in der FIVB-Serie einen fünften Rang in Xiamen sowie neunte Plätze bei den Vitória Open, dem Major-Turnier in Hamburg und dem Grand Slam Olsztyn. Am Jahresende gewann Humana-Paredes mit Jamie Lynn Broder das NORCECA-Turnier in Trinidad und Tobago.
2017 bildete Pischke ein neues Duo mit Kristina May, das erstmals beim Fünf-Sterne-Turnier der World Tour in Fort Lauderdale antrat. Beim Drei-Sterne-Turnier in Moskau erreichten Pischke/May als Neunte erstmals die Top Ten.

## Familie
Pischke stammt aus einer Volleyball-Familie. Ihr Vater Garth Pischke nahm als kanadischer Nationalspieler an den olympischen Turnieren 1976 in Montreal und 1984 in Los Angeles teil. Ihre Mutter Cindy gehörte der Juniorennationalmannschaft an und ihr Bruder Dane spielt an der University of Manitoba.